# پاهاری غربی
عبارت پاهاری غربی (انگلیسی: Western Pahari) اشاره به زبان‌های پاهاری غربی یا هیماچالی غربی (و مردمانی که به این زبان‌ها تکلم می‌کنند) (Devanagri: पश्चिमी पहाड़ी، हिमाचली) دارد و طیف وسیعی از زبان‌ها و گویش‌ها است که در مناطق غربی محدوده هیمالیا، در ایالت هیماچال پرادش در هند صحبت می‌شود. این‌ها نباید با زبان پاهاری که در کشمیر صحبت می‌شود اشتباه گرفته شود.